# Sebastian Haupt
Pour les articles homonymes, voir Haupt.
Sebastian Haupt, né le 17 décembre 1985 à Heilbad Heiligenstadt est un skeletoneur allemand qui a commencé sa carrière en 2001.
Il a remporté la médaille d'or de l'épreuve par équipe mixte à Altenberg des Championnats du monde 2008. La même année, il est vice-champion d'Europe à Cesena Pariol.
Haupt a participé aux Jeux olympiques d'hiver de 2006 à Turin où il a terminé neuvième.
En janvier 2006, il signe son unique victoire en Coupe du monde à Königssee.

## Palmarès

### Jeux olympiques
- Meilleur résultat : 9e en 2006.

### Championnats du monde de skeleton
- Mixte :
  -  Médaille d'or : en 2008.

### Championnats d'Europe de skeleton
- Médaille d'argent : en 2008.

### Coupe du monde de skeleton
- Meilleur classement général : 13e en 2006.
- 2 podiums individuel dont 1 victoire et 1 deuxième place.

#### Détails des victoires en Coupe du monde
| Édition   | Piste     | Total |
| 2005-2006 | Königssee | 1     |